# Filignano
Filignano est une commune de la province d'Isernia, dans la région Molise, en Italie.

## Fêtes, foires
Les différents villages qui composent la commune de Filignano fêtent respectivement leur saint protecteur.
Les principales manifestations sont :
- la fête de sainte Anne à Selvone le 26 juillet ;
- la fête de saint Pasquale Baylon à Cerasuolo le premier dimanche d'août ;
- la fête de la madone des Émigrés à Filignano le 15 août ;
- la fête de la SS. Concezione et de saint Antoine à Filignano les 8 et 9 septembre.

## Administration
Filignano est une des voies d'accès au parc national des Abruzzes, Latium et Molise.
| Période                                  | Période  | Identité     | Étiquette | Qualité |
| ---------------------------------------- | -------- | ------------ | --------- | ------- |
| 14 juin 2004                             | En cours | Lorenzo Coia |           |         |
| Les données manquantes sont à compléter. |          |              |           |         |

### Hameaux
La commune est composée de 14 villages y compris le chef-lieu : Filignano, Cerasuolo, Selvone, Cerreto, Collemacchia, Franchitti, Frunzo, Bottazzella, Lagoni, Mastrogiovanni, Mennella, Travarecce, Valerio, Valle.

### Communes limitrophes
Acquafondata, Colli a Volturno, Montaquila, Pozzilli, Rocchetta a Volturno, Scapoli, Vallerotonda.